# Theodorus Kok
Theodorus Cornelis Louis Kok (L'Aia, 23 novembre 1906 – L'Aia, 28 maggio 1999) è stato un compositore di scacchi olandese.
Cominciò a comporre studi di scacchi nel 1933, e da allora ne pubblicò circa 350, dei quali 327 sono contenuti nel database di Harold van der Heijden. Compose anche alcuni problemi, prevalentemente diretti in tre e più mosse.
Pubblicò la maggior parte dei suoi lavori sulle riviste olandesi «De Schaakwereld» e «Residentiebode». Nel 1938 pubblicò Problemen en Eindspelstudien, una raccolta di problemi e studi. Nel 1992 Jan van Reek pubblicò la raccolta di suoi studi e problemi Wege zur Endspilstudie.
Di professione era impiegato presso una compagnia di assicurazioni. Fu iscritto per molti anni al circolo Ruy Lopez di Gent, ma era un giocatore a tavolino piuttosto scarso, dichiarò una volta di essere stato fortunato ad essere arrivato penultimo e non ultimo in un torneo. Kok era noto per il suo senso dell'umorismo. Dopo il suo pensionamento disse che finalmente avrebbe avuto tutto il tempo per impegnarsi a diventare campione del mondo.
Nello studio del diagramma a sinistra, vincitore nel 1934 del primo premio in un concorso cecoslovacco, il bianco ottiene la vittoria per mezzo di una manovra molto sottile, con una prima mossa che sembra paradossale.
Nel problema del diagramma a destra viene realizzato uno spettacolare «tema Bristol».
|   | a | b | c | d | e | f | g | h |   |
| 8 | b8 alfiere del bianco · a7 cavallo del bianco · c7 cavallo del bianco · f5 alfiere del nero · h4 pedone del nero · e3 re del bianco · g2 re del nero | b8 alfiere del bianco · a7 cavallo del bianco · c7 cavallo del bianco · f5 alfiere del nero · h4 pedone del nero · e3 re del bianco · g2 re del nero | b8 alfiere del bianco · a7 cavallo del bianco · c7 cavallo del bianco · f5 alfiere del nero · h4 pedone del nero · e3 re del bianco · g2 re del nero | b8 alfiere del bianco · a7 cavallo del bianco · c7 cavallo del bianco · f5 alfiere del nero · h4 pedone del nero · e3 re del bianco · g2 re del nero | b8 alfiere del bianco · a7 cavallo del bianco · c7 cavallo del bianco · f5 alfiere del nero · h4 pedone del nero · e3 re del bianco · g2 re del nero | b8 alfiere del bianco · a7 cavallo del bianco · c7 cavallo del bianco · f5 alfiere del nero · h4 pedone del nero · e3 re del bianco · g2 re del nero | b8 alfiere del bianco · a7 cavallo del bianco · c7 cavallo del bianco · f5 alfiere del nero · h4 pedone del nero · e3 re del bianco · g2 re del nero | b8 alfiere del bianco · a7 cavallo del bianco · c7 cavallo del bianco · f5 alfiere del nero · h4 pedone del nero · e3 re del bianco · g2 re del nero | 8 |
| 7 | b8 alfiere del bianco · a7 cavallo del bianco · c7 cavallo del bianco · f5 alfiere del nero · h4 pedone del nero · e3 re del bianco · g2 re del nero | b8 alfiere del bianco · a7 cavallo del bianco · c7 cavallo del bianco · f5 alfiere del nero · h4 pedone del nero · e3 re del bianco · g2 re del nero | b8 alfiere del bianco · a7 cavallo del bianco · c7 cavallo del bianco · f5 alfiere del nero · h4 pedone del nero · e3 re del bianco · g2 re del nero | b8 alfiere del bianco · a7 cavallo del bianco · c7 cavallo del bianco · f5 alfiere del nero · h4 pedone del nero · e3 re del bianco · g2 re del nero | b8 alfiere del bianco · a7 cavallo del bianco · c7 cavallo del bianco · f5 alfiere del nero · h4 pedone del nero · e3 re del bianco · g2 re del nero | b8 alfiere del bianco · a7 cavallo del bianco · c7 cavallo del bianco · f5 alfiere del nero · h4 pedone del nero · e3 re del bianco · g2 re del nero | b8 alfiere del bianco · a7 cavallo del bianco · c7 cavallo del bianco · f5 alfiere del nero · h4 pedone del nero · e3 re del bianco · g2 re del nero | b8 alfiere del bianco · a7 cavallo del bianco · c7 cavallo del bianco · f5 alfiere del nero · h4 pedone del nero · e3 re del bianco · g2 re del nero | 7 |
| 6 | b8 alfiere del bianco · a7 cavallo del bianco · c7 cavallo del bianco · f5 alfiere del nero · h4 pedone del nero · e3 re del bianco · g2 re del nero | b8 alfiere del bianco · a7 cavallo del bianco · c7 cavallo del bianco · f5 alfiere del nero · h4 pedone del nero · e3 re del bianco · g2 re del nero | b8 alfiere del bianco · a7 cavallo del bianco · c7 cavallo del bianco · f5 alfiere del nero · h4 pedone del nero · e3 re del bianco · g2 re del nero | b8 alfiere del bianco · a7 cavallo del bianco · c7 cavallo del bianco · f5 alfiere del nero · h4 pedone del nero · e3 re del bianco · g2 re del nero | b8 alfiere del bianco · a7 cavallo del bianco · c7 cavallo del bianco · f5 alfiere del nero · h4 pedone del nero · e3 re del bianco · g2 re del nero | b8 alfiere del bianco · a7 cavallo del bianco · c7 cavallo del bianco · f5 alfiere del nero · h4 pedone del nero · e3 re del bianco · g2 re del nero | b8 alfiere del bianco · a7 cavallo del bianco · c7 cavallo del bianco · f5 alfiere del nero · h4 pedone del nero · e3 re del bianco · g2 re del nero | b8 alfiere del bianco · a7 cavallo del bianco · c7 cavallo del bianco · f5 alfiere del nero · h4 pedone del nero · e3 re del bianco · g2 re del nero | 6 |
| 5 | b8 alfiere del bianco · a7 cavallo del bianco · c7 cavallo del bianco · f5 alfiere del nero · h4 pedone del nero · e3 re del bianco · g2 re del nero | b8 alfiere del bianco · a7 cavallo del bianco · c7 cavallo del bianco · f5 alfiere del nero · h4 pedone del nero · e3 re del bianco · g2 re del nero | b8 alfiere del bianco · a7 cavallo del bianco · c7 cavallo del bianco · f5 alfiere del nero · h4 pedone del nero · e3 re del bianco · g2 re del nero | b8 alfiere del bianco · a7 cavallo del bianco · c7 cavallo del bianco · f5 alfiere del nero · h4 pedone del nero · e3 re del bianco · g2 re del nero | b8 alfiere del bianco · a7 cavallo del bianco · c7 cavallo del bianco · f5 alfiere del nero · h4 pedone del nero · e3 re del bianco · g2 re del nero | b8 alfiere del bianco · a7 cavallo del bianco · c7 cavallo del bianco · f5 alfiere del nero · h4 pedone del nero · e3 re del bianco · g2 re del nero | b8 alfiere del bianco · a7 cavallo del bianco · c7 cavallo del bianco · f5 alfiere del nero · h4 pedone del nero · e3 re del bianco · g2 re del nero | b8 alfiere del bianco · a7 cavallo del bianco · c7 cavallo del bianco · f5 alfiere del nero · h4 pedone del nero · e3 re del bianco · g2 re del nero | 5 |
| 4 | b8 alfiere del bianco · a7 cavallo del bianco · c7 cavallo del bianco · f5 alfiere del nero · h4 pedone del nero · e3 re del bianco · g2 re del nero | b8 alfiere del bianco · a7 cavallo del bianco · c7 cavallo del bianco · f5 alfiere del nero · h4 pedone del nero · e3 re del bianco · g2 re del nero | b8 alfiere del bianco · a7 cavallo del bianco · c7 cavallo del bianco · f5 alfiere del nero · h4 pedone del nero · e3 re del bianco · g2 re del nero | b8 alfiere del bianco · a7 cavallo del bianco · c7 cavallo del bianco · f5 alfiere del nero · h4 pedone del nero · e3 re del bianco · g2 re del nero | b8 alfiere del bianco · a7 cavallo del bianco · c7 cavallo del bianco · f5 alfiere del nero · h4 pedone del nero · e3 re del bianco · g2 re del nero | b8 alfiere del bianco · a7 cavallo del bianco · c7 cavallo del bianco · f5 alfiere del nero · h4 pedone del nero · e3 re del bianco · g2 re del nero | b8 alfiere del bianco · a7 cavallo del bianco · c7 cavallo del bianco · f5 alfiere del nero · h4 pedone del nero · e3 re del bianco · g2 re del nero | b8 alfiere del bianco · a7 cavallo del bianco · c7 cavallo del bianco · f5 alfiere del nero · h4 pedone del nero · e3 re del bianco · g2 re del nero | 4 |
| 3 | b8 alfiere del bianco · a7 cavallo del bianco · c7 cavallo del bianco · f5 alfiere del nero · h4 pedone del nero · e3 re del bianco · g2 re del nero | b8 alfiere del bianco · a7 cavallo del bianco · c7 cavallo del bianco · f5 alfiere del nero · h4 pedone del nero · e3 re del bianco · g2 re del nero | b8 alfiere del bianco · a7 cavallo del bianco · c7 cavallo del bianco · f5 alfiere del nero · h4 pedone del nero · e3 re del bianco · g2 re del nero | b8 alfiere del bianco · a7 cavallo del bianco · c7 cavallo del bianco · f5 alfiere del nero · h4 pedone del nero · e3 re del bianco · g2 re del nero | b8 alfiere del bianco · a7 cavallo del bianco · c7 cavallo del bianco · f5 alfiere del nero · h4 pedone del nero · e3 re del bianco · g2 re del nero | b8 alfiere del bianco · a7 cavallo del bianco · c7 cavallo del bianco · f5 alfiere del nero · h4 pedone del nero · e3 re del bianco · g2 re del nero | b8 alfiere del bianco · a7 cavallo del bianco · c7 cavallo del bianco · f5 alfiere del nero · h4 pedone del nero · e3 re del bianco · g2 re del nero | b8 alfiere del bianco · a7 cavallo del bianco · c7 cavallo del bianco · f5 alfiere del nero · h4 pedone del nero · e3 re del bianco · g2 re del nero | 3 |
| 2 | b8 alfiere del bianco · a7 cavallo del bianco · c7 cavallo del bianco · f5 alfiere del nero · h4 pedone del nero · e3 re del bianco · g2 re del nero | b8 alfiere del bianco · a7 cavallo del bianco · c7 cavallo del bianco · f5 alfiere del nero · h4 pedone del nero · e3 re del bianco · g2 re del nero | b8 alfiere del bianco · a7 cavallo del bianco · c7 cavallo del bianco · f5 alfiere del nero · h4 pedone del nero · e3 re del bianco · g2 re del nero | b8 alfiere del bianco · a7 cavallo del bianco · c7 cavallo del bianco · f5 alfiere del nero · h4 pedone del nero · e3 re del bianco · g2 re del nero | b8 alfiere del bianco · a7 cavallo del bianco · c7 cavallo del bianco · f5 alfiere del nero · h4 pedone del nero · e3 re del bianco · g2 re del nero | b8 alfiere del bianco · a7 cavallo del bianco · c7 cavallo del bianco · f5 alfiere del nero · h4 pedone del nero · e3 re del bianco · g2 re del nero | b8 alfiere del bianco · a7 cavallo del bianco · c7 cavallo del bianco · f5 alfiere del nero · h4 pedone del nero · e3 re del bianco · g2 re del nero | b8 alfiere del bianco · a7 cavallo del bianco · c7 cavallo del bianco · f5 alfiere del nero · h4 pedone del nero · e3 re del bianco · g2 re del nero | 2 |
| 1 | b8 alfiere del bianco · a7 cavallo del bianco · c7 cavallo del bianco · f5 alfiere del nero · h4 pedone del nero · e3 re del bianco · g2 re del nero | b8 alfiere del bianco · a7 cavallo del bianco · c7 cavallo del bianco · f5 alfiere del nero · h4 pedone del nero · e3 re del bianco · g2 re del nero | b8 alfiere del bianco · a7 cavallo del bianco · c7 cavallo del bianco · f5 alfiere del nero · h4 pedone del nero · e3 re del bianco · g2 re del nero | b8 alfiere del bianco · a7 cavallo del bianco · c7 cavallo del bianco · f5 alfiere del nero · h4 pedone del nero · e3 re del bianco · g2 re del nero | b8 alfiere del bianco · a7 cavallo del bianco · c7 cavallo del bianco · f5 alfiere del nero · h4 pedone del nero · e3 re del bianco · g2 re del nero | b8 alfiere del bianco · a7 cavallo del bianco · c7 cavallo del bianco · f5 alfiere del nero · h4 pedone del nero · e3 re del bianco · g2 re del nero | b8 alfiere del bianco · a7 cavallo del bianco · c7 cavallo del bianco · f5 alfiere del nero · h4 pedone del nero · e3 re del bianco · g2 re del nero | b8 alfiere del bianco · a7 cavallo del bianco · c7 cavallo del bianco · f5 alfiere del nero · h4 pedone del nero · e3 re del bianco · g2 re del nero | 1 |
|   | a | b | c | d | e | f | g | h |   |

|   | a | b | c | d | e | f | g | h |   |
| 8 | b7 cavallo del nero · f7 cavallo del bianco · g7 pedone del nero · b6 cavallo del bianco · g6 donna del bianco · b5 alfiere del nero · c5 re del nero · d5 pedone del bianco · a4 pedone del nero · c4 pedone del nero · f4 pedone del nero · a3 pedone del bianco · c3 pedone del bianco · f3 torre del bianco · d2 pedone del bianco · g2 pedone del bianco · h2 re del bianco · a1 alfiere del bianco · d1 torre del bianco | b7 cavallo del nero · f7 cavallo del bianco · g7 pedone del nero · b6 cavallo del bianco · g6 donna del bianco · b5 alfiere del nero · c5 re del nero · d5 pedone del bianco · a4 pedone del nero · c4 pedone del nero · f4 pedone del nero · a3 pedone del bianco · c3 pedone del bianco · f3 torre del bianco · d2 pedone del bianco · g2 pedone del bianco · h2 re del bianco · a1 alfiere del bianco · d1 torre del bianco | b7 cavallo del nero · f7 cavallo del bianco · g7 pedone del nero · b6 cavallo del bianco · g6 donna del bianco · b5 alfiere del nero · c5 re del nero · d5 pedone del bianco · a4 pedone del nero · c4 pedone del nero · f4 pedone del nero · a3 pedone del bianco · c3 pedone del bianco · f3 torre del bianco · d2 pedone del bianco · g2 pedone del bianco · h2 re del bianco · a1 alfiere del bianco · d1 torre del bianco | b7 cavallo del nero · f7 cavallo del bianco · g7 pedone del nero · b6 cavallo del bianco · g6 donna del bianco · b5 alfiere del nero · c5 re del nero · d5 pedone del bianco · a4 pedone del nero · c4 pedone del nero · f4 pedone del nero · a3 pedone del bianco · c3 pedone del bianco · f3 torre del bianco · d2 pedone del bianco · g2 pedone del bianco · h2 re del bianco · a1 alfiere del bianco · d1 torre del bianco | b7 cavallo del nero · f7 cavallo del bianco · g7 pedone del nero · b6 cavallo del bianco · g6 donna del bianco · b5 alfiere del nero · c5 re del nero · d5 pedone del bianco · a4 pedone del nero · c4 pedone del nero · f4 pedone del nero · a3 pedone del bianco · c3 pedone del bianco · f3 torre del bianco · d2 pedone del bianco · g2 pedone del bianco · h2 re del bianco · a1 alfiere del bianco · d1 torre del bianco | b7 cavallo del nero · f7 cavallo del bianco · g7 pedone del nero · b6 cavallo del bianco · g6 donna del bianco · b5 alfiere del nero · c5 re del nero · d5 pedone del bianco · a4 pedone del nero · c4 pedone del nero · f4 pedone del nero · a3 pedone del bianco · c3 pedone del bianco · f3 torre del bianco · d2 pedone del bianco · g2 pedone del bianco · h2 re del bianco · a1 alfiere del bianco · d1 torre del bianco | b7 cavallo del nero · f7 cavallo del bianco · g7 pedone del nero · b6 cavallo del bianco · g6 donna del bianco · b5 alfiere del nero · c5 re del nero · d5 pedone del bianco · a4 pedone del nero · c4 pedone del nero · f4 pedone del nero · a3 pedone del bianco · c3 pedone del bianco · f3 torre del bianco · d2 pedone del bianco · g2 pedone del bianco · h2 re del bianco · a1 alfiere del bianco · d1 torre del bianco | b7 cavallo del nero · f7 cavallo del bianco · g7 pedone del nero · b6 cavallo del bianco · g6 donna del bianco · b5 alfiere del nero · c5 re del nero · d5 pedone del bianco · a4 pedone del nero · c4 pedone del nero · f4 pedone del nero · a3 pedone del bianco · c3 pedone del bianco · f3 torre del bianco · d2 pedone del bianco · g2 pedone del bianco · h2 re del bianco · a1 alfiere del bianco · d1 torre del bianco | 8 |
| 7 | b7 cavallo del nero · f7 cavallo del bianco · g7 pedone del nero · b6 cavallo del bianco · g6 donna del bianco · b5 alfiere del nero · c5 re del nero · d5 pedone del bianco · a4 pedone del nero · c4 pedone del nero · f4 pedone del nero · a3 pedone del bianco · c3 pedone del bianco · f3 torre del bianco · d2 pedone del bianco · g2 pedone del bianco · h2 re del bianco · a1 alfiere del bianco · d1 torre del bianco | b7 cavallo del nero · f7 cavallo del bianco · g7 pedone del nero · b6 cavallo del bianco · g6 donna del bianco · b5 alfiere del nero · c5 re del nero · d5 pedone del bianco · a4 pedone del nero · c4 pedone del nero · f4 pedone del nero · a3 pedone del bianco · c3 pedone del bianco · f3 torre del bianco · d2 pedone del bianco · g2 pedone del bianco · h2 re del bianco · a1 alfiere del bianco · d1 torre del bianco | b7 cavallo del nero · f7 cavallo del bianco · g7 pedone del nero · b6 cavallo del bianco · g6 donna del bianco · b5 alfiere del nero · c5 re del nero · d5 pedone del bianco · a4 pedone del nero · c4 pedone del nero · f4 pedone del nero · a3 pedone del bianco · c3 pedone del bianco · f3 torre del bianco · d2 pedone del bianco · g2 pedone del bianco · h2 re del bianco · a1 alfiere del bianco · d1 torre del bianco | b7 cavallo del nero · f7 cavallo del bianco · g7 pedone del nero · b6 cavallo del bianco · g6 donna del bianco · b5 alfiere del nero · c5 re del nero · d5 pedone del bianco · a4 pedone del nero · c4 pedone del nero · f4 pedone del nero · a3 pedone del bianco · c3 pedone del bianco · f3 torre del bianco · d2 pedone del bianco · g2 pedone del bianco · h2 re del bianco · a1 alfiere del bianco · d1 torre del bianco | b7 cavallo del nero · f7 cavallo del bianco · g7 pedone del nero · b6 cavallo del bianco · g6 donna del bianco · b5 alfiere del nero · c5 re del nero · d5 pedone del bianco · a4 pedone del nero · c4 pedone del nero · f4 pedone del nero · a3 pedone del bianco · c3 pedone del bianco · f3 torre del bianco · d2 pedone del bianco · g2 pedone del bianco · h2 re del bianco · a1 alfiere del bianco · d1 torre del bianco | b7 cavallo del nero · f7 cavallo del bianco · g7 pedone del nero · b6 cavallo del bianco · g6 donna del bianco · b5 alfiere del nero · c5 re del nero · d5 pedone del bianco · a4 pedone del nero · c4 pedone del nero · f4 pedone del nero · a3 pedone del bianco · c3 pedone del bianco · f3 torre del bianco · d2 pedone del bianco · g2 pedone del bianco · h2 re del bianco · a1 alfiere del bianco · d1 torre del bianco | b7 cavallo del nero · f7 cavallo del bianco · g7 pedone del nero · b6 cavallo del bianco · g6 donna del bianco · b5 alfiere del nero · c5 re del nero · d5 pedone del bianco · a4 pedone del nero · c4 pedone del nero · f4 pedone del nero · a3 pedone del bianco · c3 pedone del bianco · f3 torre del bianco · d2 pedone del bianco · g2 pedone del bianco · h2 re del bianco · a1 alfiere del bianco · d1 torre del bianco | b7 cavallo del nero · f7 cavallo del bianco · g7 pedone del nero · b6 cavallo del bianco · g6 donna del bianco · b5 alfiere del nero · c5 re del nero · d5 pedone del bianco · a4 pedone del nero · c4 pedone del nero · f4 pedone del nero · a3 pedone del bianco · c3 pedone del bianco · f3 torre del bianco · d2 pedone del bianco · g2 pedone del bianco · h2 re del bianco · a1 alfiere del bianco · d1 torre del bianco | 7 |
| 6 | b7 cavallo del nero · f7 cavallo del bianco · g7 pedone del nero · b6 cavallo del bianco · g6 donna del bianco · b5 alfiere del nero · c5 re del nero · d5 pedone del bianco · a4 pedone del nero · c4 pedone del nero · f4 pedone del nero · a3 pedone del bianco · c3 pedone del bianco · f3 torre del bianco · d2 pedone del bianco · g2 pedone del bianco · h2 re del bianco · a1 alfiere del bianco · d1 torre del bianco | b7 cavallo del nero · f7 cavallo del bianco · g7 pedone del nero · b6 cavallo del bianco · g6 donna del bianco · b5 alfiere del nero · c5 re del nero · d5 pedone del bianco · a4 pedone del nero · c4 pedone del nero · f4 pedone del nero · a3 pedone del bianco · c3 pedone del bianco · f3 torre del bianco · d2 pedone del bianco · g2 pedone del bianco · h2 re del bianco · a1 alfiere del bianco · d1 torre del bianco | b7 cavallo del nero · f7 cavallo del bianco · g7 pedone del nero · b6 cavallo del bianco · g6 donna del bianco · b5 alfiere del nero · c5 re del nero · d5 pedone del bianco · a4 pedone del nero · c4 pedone del nero · f4 pedone del nero · a3 pedone del bianco · c3 pedone del bianco · f3 torre del bianco · d2 pedone del bianco · g2 pedone del bianco · h2 re del bianco · a1 alfiere del bianco · d1 torre del bianco | b7 cavallo del nero · f7 cavallo del bianco · g7 pedone del nero · b6 cavallo del bianco · g6 donna del bianco · b5 alfiere del nero · c5 re del nero · d5 pedone del bianco · a4 pedone del nero · c4 pedone del nero · f4 pedone del nero · a3 pedone del bianco · c3 pedone del bianco · f3 torre del bianco · d2 pedone del bianco · g2 pedone del bianco · h2 re del bianco · a1 alfiere del bianco · d1 torre del bianco | b7 cavallo del nero · f7 cavallo del bianco · g7 pedone del nero · b6 cavallo del bianco · g6 donna del bianco · b5 alfiere del nero · c5 re del nero · d5 pedone del bianco · a4 pedone del nero · c4 pedone del nero · f4 pedone del nero · a3 pedone del bianco · c3 pedone del bianco · f3 torre del bianco · d2 pedone del bianco · g2 pedone del bianco · h2 re del bianco · a1 alfiere del bianco · d1 torre del bianco | b7 cavallo del nero · f7 cavallo del bianco · g7 pedone del nero · b6 cavallo del bianco · g6 donna del bianco · b5 alfiere del nero · c5 re del nero · d5 pedone del bianco · a4 pedone del nero · c4 pedone del nero · f4 pedone del nero · a3 pedone del bianco · c3 pedone del bianco · f3 torre del bianco · d2 pedone del bianco · g2 pedone del bianco · h2 re del bianco · a1 alfiere del bianco · d1 torre del bianco | b7 cavallo del nero · f7 cavallo del bianco · g7 pedone del nero · b6 cavallo del bianco · g6 donna del bianco · b5 alfiere del nero · c5 re del nero · d5 pedone del bianco · a4 pedone del nero · c4 pedone del nero · f4 pedone del nero · a3 pedone del bianco · c3 pedone del bianco · f3 torre del bianco · d2 pedone del bianco · g2 pedone del bianco · h2 re del bianco · a1 alfiere del bianco · d1 torre del bianco | b7 cavallo del nero · f7 cavallo del bianco · g7 pedone del nero · b6 cavallo del bianco · g6 donna del bianco · b5 alfiere del nero · c5 re del nero · d5 pedone del bianco · a4 pedone del nero · c4 pedone del nero · f4 pedone del nero · a3 pedone del bianco · c3 pedone del bianco · f3 torre del bianco · d2 pedone del bianco · g2 pedone del bianco · h2 re del bianco · a1 alfiere del bianco · d1 torre del bianco | 6 |
| 5 | b7 cavallo del nero · f7 cavallo del bianco · g7 pedone del nero · b6 cavallo del bianco · g6 donna del bianco · b5 alfiere del nero · c5 re del nero · d5 pedone del bianco · a4 pedone del nero · c4 pedone del nero · f4 pedone del nero · a3 pedone del bianco · c3 pedone del bianco · f3 torre del bianco · d2 pedone del bianco · g2 pedone del bianco · h2 re del bianco · a1 alfiere del bianco · d1 torre del bianco | b7 cavallo del nero · f7 cavallo del bianco · g7 pedone del nero · b6 cavallo del bianco · g6 donna del bianco · b5 alfiere del nero · c5 re del nero · d5 pedone del bianco · a4 pedone del nero · c4 pedone del nero · f4 pedone del nero · a3 pedone del bianco · c3 pedone del bianco · f3 torre del bianco · d2 pedone del bianco · g2 pedone del bianco · h2 re del bianco · a1 alfiere del bianco · d1 torre del bianco | b7 cavallo del nero · f7 cavallo del bianco · g7 pedone del nero · b6 cavallo del bianco · g6 donna del bianco · b5 alfiere del nero · c5 re del nero · d5 pedone del bianco · a4 pedone del nero · c4 pedone del nero · f4 pedone del nero · a3 pedone del bianco · c3 pedone del bianco · f3 torre del bianco · d2 pedone del bianco · g2 pedone del bianco · h2 re del bianco · a1 alfiere del bianco · d1 torre del bianco | b7 cavallo del nero · f7 cavallo del bianco · g7 pedone del nero · b6 cavallo del bianco · g6 donna del bianco · b5 alfiere del nero · c5 re del nero · d5 pedone del bianco · a4 pedone del nero · c4 pedone del nero · f4 pedone del nero · a3 pedone del bianco · c3 pedone del bianco · f3 torre del bianco · d2 pedone del bianco · g2 pedone del bianco · h2 re del bianco · a1 alfiere del bianco · d1 torre del bianco | b7 cavallo del nero · f7 cavallo del bianco · g7 pedone del nero · b6 cavallo del bianco · g6 donna del bianco · b5 alfiere del nero · c5 re del nero · d5 pedone del bianco · a4 pedone del nero · c4 pedone del nero · f4 pedone del nero · a3 pedone del bianco · c3 pedone del bianco · f3 torre del bianco · d2 pedone del bianco · g2 pedone del bianco · h2 re del bianco · a1 alfiere del bianco · d1 torre del bianco | b7 cavallo del nero · f7 cavallo del bianco · g7 pedone del nero · b6 cavallo del bianco · g6 donna del bianco · b5 alfiere del nero · c5 re del nero · d5 pedone del bianco · a4 pedone del nero · c4 pedone del nero · f4 pedone del nero · a3 pedone del bianco · c3 pedone del bianco · f3 torre del bianco · d2 pedone del bianco · g2 pedone del bianco · h2 re del bianco · a1 alfiere del bianco · d1 torre del bianco | b7 cavallo del nero · f7 cavallo del bianco · g7 pedone del nero · b6 cavallo del bianco · g6 donna del bianco · b5 alfiere del nero · c5 re del nero · d5 pedone del bianco · a4 pedone del nero · c4 pedone del nero · f4 pedone del nero · a3 pedone del bianco · c3 pedone del bianco · f3 torre del bianco · d2 pedone del bianco · g2 pedone del bianco · h2 re del bianco · a1 alfiere del bianco · d1 torre del bianco | b7 cavallo del nero · f7 cavallo del bianco · g7 pedone del nero · b6 cavallo del bianco · g6 donna del bianco · b5 alfiere del nero · c5 re del nero · d5 pedone del bianco · a4 pedone del nero · c4 pedone del nero · f4 pedone del nero · a3 pedone del bianco · c3 pedone del bianco · f3 torre del bianco · d2 pedone del bianco · g2 pedone del bianco · h2 re del bianco · a1 alfiere del bianco · d1 torre del bianco | 5 |
| 4 | b7 cavallo del nero · f7 cavallo del bianco · g7 pedone del nero · b6 cavallo del bianco · g6 donna del bianco · b5 alfiere del nero · c5 re del nero · d5 pedone del bianco · a4 pedone del nero · c4 pedone del nero · f4 pedone del nero · a3 pedone del bianco · c3 pedone del bianco · f3 torre del bianco · d2 pedone del bianco · g2 pedone del bianco · h2 re del bianco · a1 alfiere del bianco · d1 torre del bianco | b7 cavallo del nero · f7 cavallo del bianco · g7 pedone del nero · b6 cavallo del bianco · g6 donna del bianco · b5 alfiere del nero · c5 re del nero · d5 pedone del bianco · a4 pedone del nero · c4 pedone del nero · f4 pedone del nero · a3 pedone del bianco · c3 pedone del bianco · f3 torre del bianco · d2 pedone del bianco · g2 pedone del bianco · h2 re del bianco · a1 alfiere del bianco · d1 torre del bianco | b7 cavallo del nero · f7 cavallo del bianco · g7 pedone del nero · b6 cavallo del bianco · g6 donna del bianco · b5 alfiere del nero · c5 re del nero · d5 pedone del bianco · a4 pedone del nero · c4 pedone del nero · f4 pedone del nero · a3 pedone del bianco · c3 pedone del bianco · f3 torre del bianco · d2 pedone del bianco · g2 pedone del bianco · h2 re del bianco · a1 alfiere del bianco · d1 torre del bianco | b7 cavallo del nero · f7 cavallo del bianco · g7 pedone del nero · b6 cavallo del bianco · g6 donna del bianco · b5 alfiere del nero · c5 re del nero · d5 pedone del bianco · a4 pedone del nero · c4 pedone del nero · f4 pedone del nero · a3 pedone del bianco · c3 pedone del bianco · f3 torre del bianco · d2 pedone del bianco · g2 pedone del bianco · h2 re del bianco · a1 alfiere del bianco · d1 torre del bianco | b7 cavallo del nero · f7 cavallo del bianco · g7 pedone del nero · b6 cavallo del bianco · g6 donna del bianco · b5 alfiere del nero · c5 re del nero · d5 pedone del bianco · a4 pedone del nero · c4 pedone del nero · f4 pedone del nero · a3 pedone del bianco · c3 pedone del bianco · f3 torre del bianco · d2 pedone del bianco · g2 pedone del bianco · h2 re del bianco · a1 alfiere del bianco · d1 torre del bianco | b7 cavallo del nero · f7 cavallo del bianco · g7 pedone del nero · b6 cavallo del bianco · g6 donna del bianco · b5 alfiere del nero · c5 re del nero · d5 pedone del bianco · a4 pedone del nero · c4 pedone del nero · f4 pedone del nero · a3 pedone del bianco · c3 pedone del bianco · f3 torre del bianco · d2 pedone del bianco · g2 pedone del bianco · h2 re del bianco · a1 alfiere del bianco · d1 torre del bianco | b7 cavallo del nero · f7 cavallo del bianco · g7 pedone del nero · b6 cavallo del bianco · g6 donna del bianco · b5 alfiere del nero · c5 re del nero · d5 pedone del bianco · a4 pedone del nero · c4 pedone del nero · f4 pedone del nero · a3 pedone del bianco · c3 pedone del bianco · f3 torre del bianco · d2 pedone del bianco · g2 pedone del bianco · h2 re del bianco · a1 alfiere del bianco · d1 torre del bianco | b7 cavallo del nero · f7 cavallo del bianco · g7 pedone del nero · b6 cavallo del bianco · g6 donna del bianco · b5 alfiere del nero · c5 re del nero · d5 pedone del bianco · a4 pedone del nero · c4 pedone del nero · f4 pedone del nero · a3 pedone del bianco · c3 pedone del bianco · f3 torre del bianco · d2 pedone del bianco · g2 pedone del bianco · h2 re del bianco · a1 alfiere del bianco · d1 torre del bianco | 4 |
| 3 | b7 cavallo del nero · f7 cavallo del bianco · g7 pedone del nero · b6 cavallo del bianco · g6 donna del bianco · b5 alfiere del nero · c5 re del nero · d5 pedone del bianco · a4 pedone del nero · c4 pedone del nero · f4 pedone del nero · a3 pedone del bianco · c3 pedone del bianco · f3 torre del bianco · d2 pedone del bianco · g2 pedone del bianco · h2 re del bianco · a1 alfiere del bianco · d1 torre del bianco | b7 cavallo del nero · f7 cavallo del bianco · g7 pedone del nero · b6 cavallo del bianco · g6 donna del bianco · b5 alfiere del nero · c5 re del nero · d5 pedone del bianco · a4 pedone del nero · c4 pedone del nero · f4 pedone del nero · a3 pedone del bianco · c3 pedone del bianco · f3 torre del bianco · d2 pedone del bianco · g2 pedone del bianco · h2 re del bianco · a1 alfiere del bianco · d1 torre del bianco | b7 cavallo del nero · f7 cavallo del bianco · g7 pedone del nero · b6 cavallo del bianco · g6 donna del bianco · b5 alfiere del nero · c5 re del nero · d5 pedone del bianco · a4 pedone del nero · c4 pedone del nero · f4 pedone del nero · a3 pedone del bianco · c3 pedone del bianco · f3 torre del bianco · d2 pedone del bianco · g2 pedone del bianco · h2 re del bianco · a1 alfiere del bianco · d1 torre del bianco | b7 cavallo del nero · f7 cavallo del bianco · g7 pedone del nero · b6 cavallo del bianco · g6 donna del bianco · b5 alfiere del nero · c5 re del nero · d5 pedone del bianco · a4 pedone del nero · c4 pedone del nero · f4 pedone del nero · a3 pedone del bianco · c3 pedone del bianco · f3 torre del bianco · d2 pedone del bianco · g2 pedone del bianco · h2 re del bianco · a1 alfiere del bianco · d1 torre del bianco | b7 cavallo del nero · f7 cavallo del bianco · g7 pedone del nero · b6 cavallo del bianco · g6 donna del bianco · b5 alfiere del nero · c5 re del nero · d5 pedone del bianco · a4 pedone del nero · c4 pedone del nero · f4 pedone del nero · a3 pedone del bianco · c3 pedone del bianco · f3 torre del bianco · d2 pedone del bianco · g2 pedone del bianco · h2 re del bianco · a1 alfiere del bianco · d1 torre del bianco | b7 cavallo del nero · f7 cavallo del bianco · g7 pedone del nero · b6 cavallo del bianco · g6 donna del bianco · b5 alfiere del nero · c5 re del nero · d5 pedone del bianco · a4 pedone del nero · c4 pedone del nero · f4 pedone del nero · a3 pedone del bianco · c3 pedone del bianco · f3 torre del bianco · d2 pedone del bianco · g2 pedone del bianco · h2 re del bianco · a1 alfiere del bianco · d1 torre del bianco | b7 cavallo del nero · f7 cavallo del bianco · g7 pedone del nero · b6 cavallo del bianco · g6 donna del bianco · b5 alfiere del nero · c5 re del nero · d5 pedone del bianco · a4 pedone del nero · c4 pedone del nero · f4 pedone del nero · a3 pedone del bianco · c3 pedone del bianco · f3 torre del bianco · d2 pedone del bianco · g2 pedone del bianco · h2 re del bianco · a1 alfiere del bianco · d1 torre del bianco | b7 cavallo del nero · f7 cavallo del bianco · g7 pedone del nero · b6 cavallo del bianco · g6 donna del bianco · b5 alfiere del nero · c5 re del nero · d5 pedone del bianco · a4 pedone del nero · c4 pedone del nero · f4 pedone del nero · a3 pedone del bianco · c3 pedone del bianco · f3 torre del bianco · d2 pedone del bianco · g2 pedone del bianco · h2 re del bianco · a1 alfiere del bianco · d1 torre del bianco | 3 |
| 2 | b7 cavallo del nero · f7 cavallo del bianco · g7 pedone del nero · b6 cavallo del bianco · g6 donna del bianco · b5 alfiere del nero · c5 re del nero · d5 pedone del bianco · a4 pedone del nero · c4 pedone del nero · f4 pedone del nero · a3 pedone del bianco · c3 pedone del bianco · f3 torre del bianco · d2 pedone del bianco · g2 pedone del bianco · h2 re del bianco · a1 alfiere del bianco · d1 torre del bianco | b7 cavallo del nero · f7 cavallo del bianco · g7 pedone del nero · b6 cavallo del bianco · g6 donna del bianco · b5 alfiere del nero · c5 re del nero · d5 pedone del bianco · a4 pedone del nero · c4 pedone del nero · f4 pedone del nero · a3 pedone del bianco · c3 pedone del bianco · f3 torre del bianco · d2 pedone del bianco · g2 pedone del bianco · h2 re del bianco · a1 alfiere del bianco · d1 torre del bianco | b7 cavallo del nero · f7 cavallo del bianco · g7 pedone del nero · b6 cavallo del bianco · g6 donna del bianco · b5 alfiere del nero · c5 re del nero · d5 pedone del bianco · a4 pedone del nero · c4 pedone del nero · f4 pedone del nero · a3 pedone del bianco · c3 pedone del bianco · f3 torre del bianco · d2 pedone del bianco · g2 pedone del bianco · h2 re del bianco · a1 alfiere del bianco · d1 torre del bianco | b7 cavallo del nero · f7 cavallo del bianco · g7 pedone del nero · b6 cavallo del bianco · g6 donna del bianco · b5 alfiere del nero · c5 re del nero · d5 pedone del bianco · a4 pedone del nero · c4 pedone del nero · f4 pedone del nero · a3 pedone del bianco · c3 pedone del bianco · f3 torre del bianco · d2 pedone del bianco · g2 pedone del bianco · h2 re del bianco · a1 alfiere del bianco · d1 torre del bianco | b7 cavallo del nero · f7 cavallo del bianco · g7 pedone del nero · b6 cavallo del bianco · g6 donna del bianco · b5 alfiere del nero · c5 re del nero · d5 pedone del bianco · a4 pedone del nero · c4 pedone del nero · f4 pedone del nero · a3 pedone del bianco · c3 pedone del bianco · f3 torre del bianco · d2 pedone del bianco · g2 pedone del bianco · h2 re del bianco · a1 alfiere del bianco · d1 torre del bianco | b7 cavallo del nero · f7 cavallo del bianco · g7 pedone del nero · b6 cavallo del bianco · g6 donna del bianco · b5 alfiere del nero · c5 re del nero · d5 pedone del bianco · a4 pedone del nero · c4 pedone del nero · f4 pedone del nero · a3 pedone del bianco · c3 pedone del bianco · f3 torre del bianco · d2 pedone del bianco · g2 pedone del bianco · h2 re del bianco · a1 alfiere del bianco · d1 torre del bianco | b7 cavallo del nero · f7 cavallo del bianco · g7 pedone del nero · b6 cavallo del bianco · g6 donna del bianco · b5 alfiere del nero · c5 re del nero · d5 pedone del bianco · a4 pedone del nero · c4 pedone del nero · f4 pedone del nero · a3 pedone del bianco · c3 pedone del bianco · f3 torre del bianco · d2 pedone del bianco · g2 pedone del bianco · h2 re del bianco · a1 alfiere del bianco · d1 torre del bianco | b7 cavallo del nero · f7 cavallo del bianco · g7 pedone del nero · b6 cavallo del bianco · g6 donna del bianco · b5 alfiere del nero · c5 re del nero · d5 pedone del bianco · a4 pedone del nero · c4 pedone del nero · f4 pedone del nero · a3 pedone del bianco · c3 pedone del bianco · f3 torre del bianco · d2 pedone del bianco · g2 pedone del bianco · h2 re del bianco · a1 alfiere del bianco · d1 torre del bianco | 2 |
| 1 | b7 cavallo del nero · f7 cavallo del bianco · g7 pedone del nero · b6 cavallo del bianco · g6 donna del bianco · b5 alfiere del nero · c5 re del nero · d5 pedone del bianco · a4 pedone del nero · c4 pedone del nero · f4 pedone del nero · a3 pedone del bianco · c3 pedone del bianco · f3 torre del bianco · d2 pedone del bianco · g2 pedone del bianco · h2 re del bianco · a1 alfiere del bianco · d1 torre del bianco | b7 cavallo del nero · f7 cavallo del bianco · g7 pedone del nero · b6 cavallo del bianco · g6 donna del bianco · b5 alfiere del nero · c5 re del nero · d5 pedone del bianco · a4 pedone del nero · c4 pedone del nero · f4 pedone del nero · a3 pedone del bianco · c3 pedone del bianco · f3 torre del bianco · d2 pedone del bianco · g2 pedone del bianco · h2 re del bianco · a1 alfiere del bianco · d1 torre del bianco | b7 cavallo del nero · f7 cavallo del bianco · g7 pedone del nero · b6 cavallo del bianco · g6 donna del bianco · b5 alfiere del nero · c5 re del nero · d5 pedone del bianco · a4 pedone del nero · c4 pedone del nero · f4 pedone del nero · a3 pedone del bianco · c3 pedone del bianco · f3 torre del bianco · d2 pedone del bianco · g2 pedone del bianco · h2 re del bianco · a1 alfiere del bianco · d1 torre del bianco | b7 cavallo del nero · f7 cavallo del bianco · g7 pedone del nero · b6 cavallo del bianco · g6 donna del bianco · b5 alfiere del nero · c5 re del nero · d5 pedone del bianco · a4 pedone del nero · c4 pedone del nero · f4 pedone del nero · a3 pedone del bianco · c3 pedone del bianco · f3 torre del bianco · d2 pedone del bianco · g2 pedone del bianco · h2 re del bianco · a1 alfiere del bianco · d1 torre del bianco | b7 cavallo del nero · f7 cavallo del bianco · g7 pedone del nero · b6 cavallo del bianco · g6 donna del bianco · b5 alfiere del nero · c5 re del nero · d5 pedone del bianco · a4 pedone del nero · c4 pedone del nero · f4 pedone del nero · a3 pedone del bianco · c3 pedone del bianco · f3 torre del bianco · d2 pedone del bianco · g2 pedone del bianco · h2 re del bianco · a1 alfiere del bianco · d1 torre del bianco | b7 cavallo del nero · f7 cavallo del bianco · g7 pedone del nero · b6 cavallo del bianco · g6 donna del bianco · b5 alfiere del nero · c5 re del nero · d5 pedone del bianco · a4 pedone del nero · c4 pedone del nero · f4 pedone del nero · a3 pedone del bianco · c3 pedone del bianco · f3 torre del bianco · d2 pedone del bianco · g2 pedone del bianco · h2 re del bianco · a1 alfiere del bianco · d1 torre del bianco | b7 cavallo del nero · f7 cavallo del bianco · g7 pedone del nero · b6 cavallo del bianco · g6 donna del bianco · b5 alfiere del nero · c5 re del nero · d5 pedone del bianco · a4 pedone del nero · c4 pedone del nero · f4 pedone del nero · a3 pedone del bianco · c3 pedone del bianco · f3 torre del bianco · d2 pedone del bianco · g2 pedone del bianco · h2 re del bianco · a1 alfiere del bianco · d1 torre del bianco | b7 cavallo del nero · f7 cavallo del bianco · g7 pedone del nero · b6 cavallo del bianco · g6 donna del bianco · b5 alfiere del nero · c5 re del nero · d5 pedone del bianco · a4 pedone del nero · c4 pedone del nero · f4 pedone del nero · a3 pedone del bianco · c3 pedone del bianco · f3 torre del bianco · d2 pedone del bianco · g2 pedone del bianco · h2 re del bianco · a1 alfiere del bianco · d1 torre del bianco | 1 |
|   | a | b | c | d | e | f | g | h |   |